# I Think I Love You
"I Think I Love You" is een nummer van de Amerikaanse fictieve band The Partridge Family. Het verscheen op hun debuutalbum The Partridge Family Album uit 1970. Op 22 augustus van dat jaar werd het uitgebracht als de debuutsingle van de groep.

## Achtergrond
"I Think I Love You" is geschreven door Tony Romeo en geproduceerd door Wes Farrell. Het werd bekend nadat het werd gezongen in een aflevering van de televisieserie The Partridge Family. Twee van de hoofdrollen in deze serie werden vertolkt door Shirley Jones en David Cassidy. Op de opname zijn beide acteurs te horen, met Cassidy als belangrijkste zanger. In de afleveringen waarin het nummer in de serie verscheen, werd het door Cassidy geplaybackt, zoals hij bij al zijn optredens in de show zou doen.
De instrumenten op "I Think I Love You" werden, net zoals op alle andere nummers van The Partridge Family, ingespeeld door leden van het collectief The Wrecking Crew. Het arrangement werd verzorgd door Billy Strange. Verder zijn Hal Blaine (drums), Dennis Budimir en Louis Shelton (gitaar), Gary Coleman (percussie), Larry Knechtel (toetsen) en Joe Osborn (basgitaar) te horen. Daarnaast zijn leden van The Ron Hicklin Singers en The Love Generation te horen als achtergrondzangers.
"I Think I Love You" was twee keer te horen in afleveringen van The Partridge Family terwijl het in de hitlijsten stond. Het werd zodoende een nummer 1-hit in de Amerikaanse Billboard Hot 100. Ook in onder meer Australië en Canada behaalde het de hoogste positie, en in onder meer Ierland, Nieuw-Zeeland, Oostenrijk en Zuid-Afrika werd de top 10 gehaald. In Nederland en Vlaanderen werd het pas eind 1972 een hit nadat er een zogeheten "maxi-single" was uitgebracht, waarop naast de titeltrack ook de latere single "I'll Meet You Halfway" en een cover van "Breaking Up Is Hard to Do" stonden. In Nederland kwam deze single tot de tweede plaats in de Top 40 en de eerste plaats in de Daverende Dertig, terwijl het in Vlaanderen eveneens een nummer 1-hit werd in een voorloper van de Ultratop 50.
"I Think I Love You" werd in 1991 gecoverd door de Brits-Amerikaanse alternatieve rockband Voice of the Beehive. Deze versie werd uitgebracht als single en kwam tot plaats 25 in de Britse UK Singles Chart en plaats 12 in Australië. In 2020 werd de originele versie prominent gebruikt in de film The Croods: A New Age, en een cover door Tenacious D is te horen tijdens de aftiteling. Andere covers zijn afkomstig van Katie Cassidy, de dochter van David, en Less Than Jake.

## Hitnoteringen

### Nederlandse Top 40
| Hitnotering: 14-10-1972 t/m 20-01-1973 | Hitnotering: 14-10-1972 t/m 20-01-1973 | Hitnotering: 14-10-1972 t/m 20-01-1973 | Hitnotering: 14-10-1972 t/m 20-01-1973 | Hitnotering: 14-10-1972 t/m 20-01-1973 | Hitnotering: 14-10-1972 t/m 20-01-1973 | Hitnotering: 14-10-1972 t/m 20-01-1973 | Hitnotering: 14-10-1972 t/m 20-01-1973 | Hitnotering: 14-10-1972 t/m 20-01-1973 | Hitnotering: 14-10-1972 t/m 20-01-1973 | Hitnotering: 14-10-1972 t/m 20-01-1973 | Hitnotering: 14-10-1972 t/m 20-01-1973 | Hitnotering: 14-10-1972 t/m 20-01-1973 | Hitnotering: 14-10-1972 t/m 20-01-1973 | Hitnotering: 14-10-1972 t/m 20-01-1973 | Hitnotering: 14-10-1972 t/m 20-01-1973 | Hitnotering: 14-10-1972 t/m 20-01-1973 |
| Week                                   | 1                                      | 2                                      | 3                                      | 4                                      | 5                                      | 6                                      | 7                                      | 8                                      | 9                                      | 10                                     | 11                                     | 12                                     | 13                                     | 14                                     | 15                                     |                                        |
| -------------------------------------- | -------------------------------------- | -------------------------------------- | -------------------------------------- | -------------------------------------- | -------------------------------------- | -------------------------------------- | -------------------------------------- | -------------------------------------- | -------------------------------------- | -------------------------------------- | -------------------------------------- | -------------------------------------- | -------------------------------------- | -------------------------------------- | -------------------------------------- | -------------------------------------- |
| Nummer                                 | 22                                     | 9                                      | 5                                      | 4                                      | 4                                      | 4                                      | 3                                      | 2                                      | 2                                      | 5                                      | 8                                      | 14                                     | 19                                     | 29                                     | 37                                     | uit                                    |

### Daverende Dertig
| Hitnotering: 14-10-1972 t/m 06-01-1973 | Hitnotering: 14-10-1972 t/m 06-01-1973 | Hitnotering: 14-10-1972 t/m 06-01-1973 | Hitnotering: 14-10-1972 t/m 06-01-1973 | Hitnotering: 14-10-1972 t/m 06-01-1973 | Hitnotering: 14-10-1972 t/m 06-01-1973 | Hitnotering: 14-10-1972 t/m 06-01-1973 | Hitnotering: 14-10-1972 t/m 06-01-1973 | Hitnotering: 14-10-1972 t/m 06-01-1973 | Hitnotering: 14-10-1972 t/m 06-01-1973 | Hitnotering: 14-10-1972 t/m 06-01-1973 | Hitnotering: 14-10-1972 t/m 06-01-1973 | Hitnotering: 14-10-1972 t/m 06-01-1973 | Hitnotering: 14-10-1972 t/m 06-01-1973 | Hitnotering: 14-10-1972 t/m 06-01-1973 |
| Week                                   | 1                                      | 2                                      | 3                                      | 4                                      | 5                                      | 6                                      | 7                                      | 8                                      | 9                                      | 10                                     | 11                                     | 12                                     | 13                                     |                                        |
| -------------------------------------- | -------------------------------------- | -------------------------------------- | -------------------------------------- | -------------------------------------- | -------------------------------------- | -------------------------------------- | -------------------------------------- | -------------------------------------- | -------------------------------------- | -------------------------------------- | -------------------------------------- | -------------------------------------- | -------------------------------------- | -------------------------------------- |
| Nummer                                 | 20                                     | 9                                      | 4                                      | 5                                      | 5                                      | 6                                      | 3                                      | 2                                      | 1                                      | 3                                      | 7                                      | 11                                     | 21                                     | uit                                    |

### NPO Radio 2 Top 2000
| Nummer met noteringen in de NPO Radio 2 Top 2000 | '00  | '01  | '02  | '03  | '04  | '05  | '06  | '07 | '08  | '09  |
| ------------------------------------------------ | ---- | ---- | ---- | ---- | ---- | ---- | ---- | --- | ---- | ---- |
| I Think I Love You                               | 1215 | 1556 | 1097 | 1041 | 1798 | 1835 | 1645 | -   | 1817 | 1820 |

1. ↑  Een '-' betekent dat het nummer niet was genoteerd en een vetgedrukt getal geeft de hoogste notering aan.
2. ↑  2000 was het eerste jaar met een notering voor dit nummer.
3. ↑  Deze tabel is bijgewerkt tot en met de laatste editie (2024).